# René Eijkelkamp
René Antonius Maria Eijkelkamp (Dalfsen, 6 april 1964) is een Nederlands voormalig voetballer die doorgaans als spits speelde. Hij kwam uit voor achtereenvolgens Go Ahead Eagles, FC Groningen, KV Mechelen, Club Brugge, PSV en Schalke 04. Eijkelkamp kwam zes keer uit voor het Nederlands voetbalelftal. Na zijn profcarrière als speler werd hij trainer.

## Clubcarrière
Eijkelkamp maakte op 8 november 1981 zijn debuut voor Go Ahead Eagles, in een met 4-1 verloren wedstrijd tegen Ajax. Na vijf seizoenen bij de Eagles, maakte hij de overstap naar FC Groningen, waar hij nog vaker scoorde. Het leverde hem een transfer op naar KV Mechelen, dat in die tijd nog een grote naam had in het Belgische voetbal. Na drie seizoenen verruilde hij deze club voor Club Brugge. Hier zou hij ruim twee seizoenen voetballen, voordat hij naar PSV werd gehaald. Na twee seizoenen verruilde hij die club voor Schalke 04, waar hij op 22 mei 1999 zijn actieve spelersloopbaan afsloot.
Eijkelkamp was geen spits met een fluwelen balaanname en soepele heupen. Vaker werd hij omschreven als houterig. Mede hierdoor werd Eijkelkamp de enige speler uit het Nederlandse profvoetbal die ooit struikelde over de middenlijn. Dat gebeurde in Deventer aan het begin van de jaren tachtig. Go Ahead Eagles-jeugdspeler Eijkelkamp had een vrij veld voor zich, maar door zijn vreemde loopje struikelde hij over de middenlijn, die door de vorst omhoog was gekomen. Hij bleef erachter haken en viel languit op de grond.

## Clubstatistieken
| Seizoen | Club            | Competitie    | Wed. | Goals |
| ------- | --------------- | ------------- | ---- | ----- |
| 1981/82 | Go Ahead Eagles | Eredivisie    | 18   | 6     |
| 1982/83 | Go Ahead Eagles | Eredivisie    | 27   | 5     |
| 1983/84 | Go Ahead Eagles | Eredivisie    | 17   | 4     |
| 1984/85 | Go Ahead Eagles | Eredivisie    | 23   | 4     |
| 1985/86 | Go Ahead Eagles | Eredivisie    | 31   | 9     |
| 1986/87 | FC Groningen    | Eredivisie    | 31   | 7     |
| 1987/88 | FC Groningen    | Eredivisie    | 28   | 9     |
| 1988/89 | FC Groningen    | Eredivisie    | 30   | 15    |
| 1989/90 | FC Groningen    | Eredivisie    | 32   | 16    |
| 1990/91 | KV Mechelen     | Eerste klasse | 29   | 6     |
| 1991/92 | KV Mechelen     | Eerste klasse | 31   | 13    |
| 1992/93 | KV Mechelen     | Eerste klasse | 33   | 9     |
| 1993/94 | Club Brugge     | Eerste klasse | 24   | 3     |
| 1994/95 | Club Brugge     | Eerste klasse | 27   | 10    |
| 1995/96 | Club Brugge     | Eerste klasse | 2    | 1     |
| 1995/96 | PSV             | Eredivisie    | 30   | 9     |
| 1996/97 | PSV             | Eredivisie    | 14   | 3     |
| 1997/98 | Schalke 04      | Bundesliga    | 29   | 1     |
| 1998/99 | Schalke 04      | Bundesliga    | 15   | 5     |
| Totaal  | Totaal          | Totaal        | 471  | 135   |

## Interlandcarrière
Eijkelkamp speelde op 16 november 1988 voor het eerst voor Oranje, in een wedstrijd tegen Italië. In totaal speelde hij zes interlands, waarin hij niet scoorde. Op 6 september 1995 speelde hij zijn laatste interland, tegen Wit-Rusland.
| Interlands van René Eijkelkamp voor Nederland | Interlands van René Eijkelkamp voor Nederland | Interlands van René Eijkelkamp voor Nederland | Interlands van René Eijkelkamp voor Nederland | Interlands van René Eijkelkamp voor Nederland | Interlands van René Eijkelkamp voor Nederland |
| №                                             | Datum                                         | Wedstrijd                                     | Uitslag                                       | Competitie                                    | Goals                                         |
| Als speler van FC Groningen                   | Als speler van FC Groningen                   | Als speler van FC Groningen                   | Als speler van FC Groningen                   | Als speler van FC Groningen                   | Als speler van FC Groningen                   |
| --------------------------------------------- | --------------------------------------------- | --------------------------------------------- | --------------------------------------------- | --------------------------------------------- | --------------------------------------------- |
| 1                                             | 16 november 1988                              | Italië – Nederland                            | 1 – 0                                         | Vriendschappelijk                             | 0                                             |
| 2                                             | 4 januari 1989                                | Israël – Nederland                            | 0 – 2                                         | Vriendschappelijk                             | 0                                             |
| 3                                             | 26 april 1989                                 | Nederland – West-Duitsland                    | 1 – 1                                         | WK-kwalificatie                               | 0                                             |
| 4                                             | 28 maart 1990                                 | Sovjet-Unie – Nederland                       | 2 – 1                                         | Vriendschappelijk                             | 0                                             |
| Als speler van KV Mechelen                    |                                               |                                               |                                               |                                               |                                               |
| 5                                             | 24 maart 1993                                 | Nederland – San Marino                        | 6 – 0                                         | WK-kwalificatie                               | 0                                             |
| Als speler van PSV Eindhoven                  |                                               |                                               |                                               |                                               |                                               |
| 6                                             | 6 september 1995                              | Nederland – Wit-Rusland                       | 1 – 0                                         | EK-kwalificatie                               | 0                                             |

## Trainerscarrière
In 2002 werd hij aangesteld als assistent-trainer bij Go Ahead Eagles. In 2004 verruilde hij die club voor dezelfde functie bij PSV. Als vervanger van Erwin Koeman, zou hij naast Fred Rutten en hoofdcoach Guus Hiddink plaatsnemen. In de zomer van 2006 ging Eijkelkamp als assistent mee met de nieuwe hoofdtrainer van FC Twente, Fred Rutten.
In juli 2007 nam Eijkelkamp het besluit om zijn functie bij FC Twente neer te leggen en samen met zijn broer Harold het bedrijf Eijkelkamp Pro Soccer op te starten dat zich richt op het begeleiden van profvoetballers. Op 15 juni 2009 werd bekend dat Eijkelkamp een contract tekende voor een jaar als parttime-assistent trainer van PSV. Bij die club werd hij herenigd met Rutten, met wie hij eerder samenwerkte bij FC Twente en bij PSV onder Hiddink. Op 9 december 2011 werd Eijkelkamp door bondscoach Bert van Marwijk toegevoegd aan de technische staf van het Nederlands elftal. Hij ging als "spitsentrainer" mee naar het EK voetbal 2012 in Polen en Oekraïne. Op 25 juli 2012 werd bekend dat hij als spitsentrainer bij Vitesse aan de slag gaat, waar zijn oud-collega Fred Rutten de toenmalige hoofdtrainer was.. Op 27 maart 2015 werd bekend dat Eijkelkamp samen met Bert van Marwijk als adviseur aan de slag ging bij Go Ahead Eagles om de club (tevergeefs) te helpen in de Eredivisie te blijven na het ontslag van Foeke Booy.